# 長祥宮
24°57′37″N 121°07′05″E / 24.9602048°N 121.1181007°E
長祥宮，又稱五穀先帝廟，是臺灣一座主祀五穀神農大帝的廟宇，位於桃園市新屋區九斗里，佔地共1甲7分（約1.45公頃），是當地重要的信仰中心。新屋人認為五穀神農是當地的守護神，護佑當地魚米物產豐收。因新屋是桃園最大的米倉，故又有魚米之鄉的美名。長祥宮每逢假日會有許多香客前來進香祭拜，是新屋地區重要的信仰中心之一 。

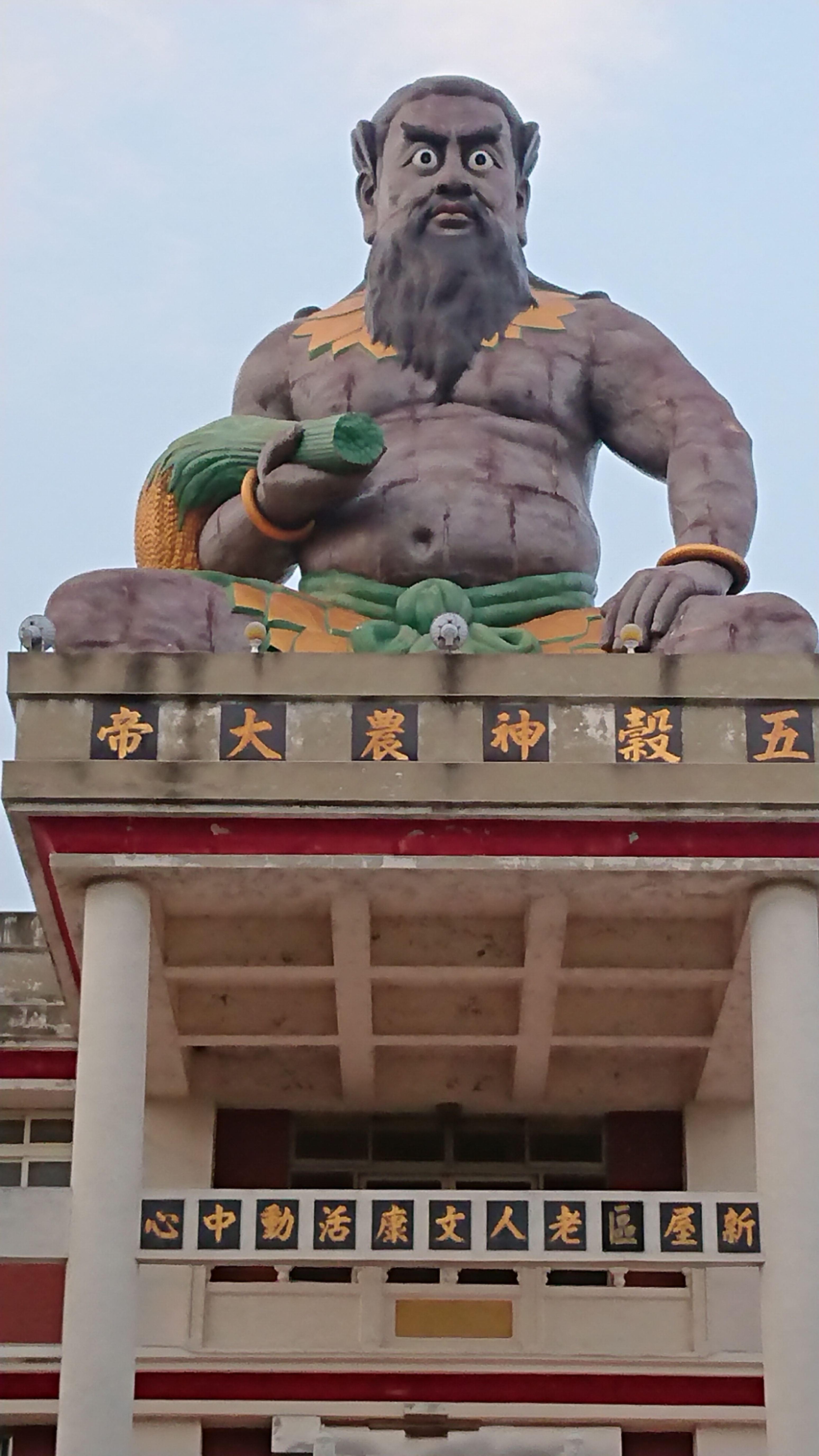
五穀神農大帝大神像，為青銅材質，佇立於老人活動中心樓頂。

## 歷史
據傳清朝乾隆時期，有一位信士揹著一尊五穀神農像，恭奉在埔頂莊彭進安的住家。西元1902年9月7日，信士范姜捐贈九斗村現在的地址建置神農像。安置神農像的舊廟原先是以土磚興造，歷經80年風吹雨打，廟體早已破舊不堪。村民與地方仕紳經過商議後，決定翻新舊廟，以表對五穀神農的崇敬。在長祥宮重建委員大力的倡導與信士們慷慨解囊下，於民國69年（西元1980年）農歷4月初4日子時動工分段興建，除主體建築外，另於廟旁空地增建公園，讓香客及附近的居民可以在公園活動休憩。
民國72年（西元1983年）12月10日丑時，舉辦玉皇大帝登龕大典。民國74年（西元1985年）天運乙丑年11月20日起，舉行5天的慶成福醮活動。

## 主祀
長祥宮正殿供奉五穀神農大帝、天上聖母、註生娘娘、關聖帝君等。二殿供奉玉皇大帝、南北二斗星君、三官大帝、文昌帝君等神祇。

## 景觀設施
長祥宮內進門右邊有一個小吃部，左邊有廁所，宮內有一座公園，公園內有三座涼亭供香客、民眾休息；另有一座景觀水池。

#### 神農大帝青銅像
新屋區長祥宮，有一座手持稻穗的神農大帝像，是目前全台灣最高的神農大帝青銅像，於民國82年（西元1993年）鑄造完成。信眾們共籌募四千萬元，以青銅六十五噸、鍍鋅鐵七十五噸，打造了這座高二十公尺的神農大青銅像。加上底座三層樓高的「新屋老人文康活動中心」，整座神農大帝青銅像總高度達到三十六公尺。

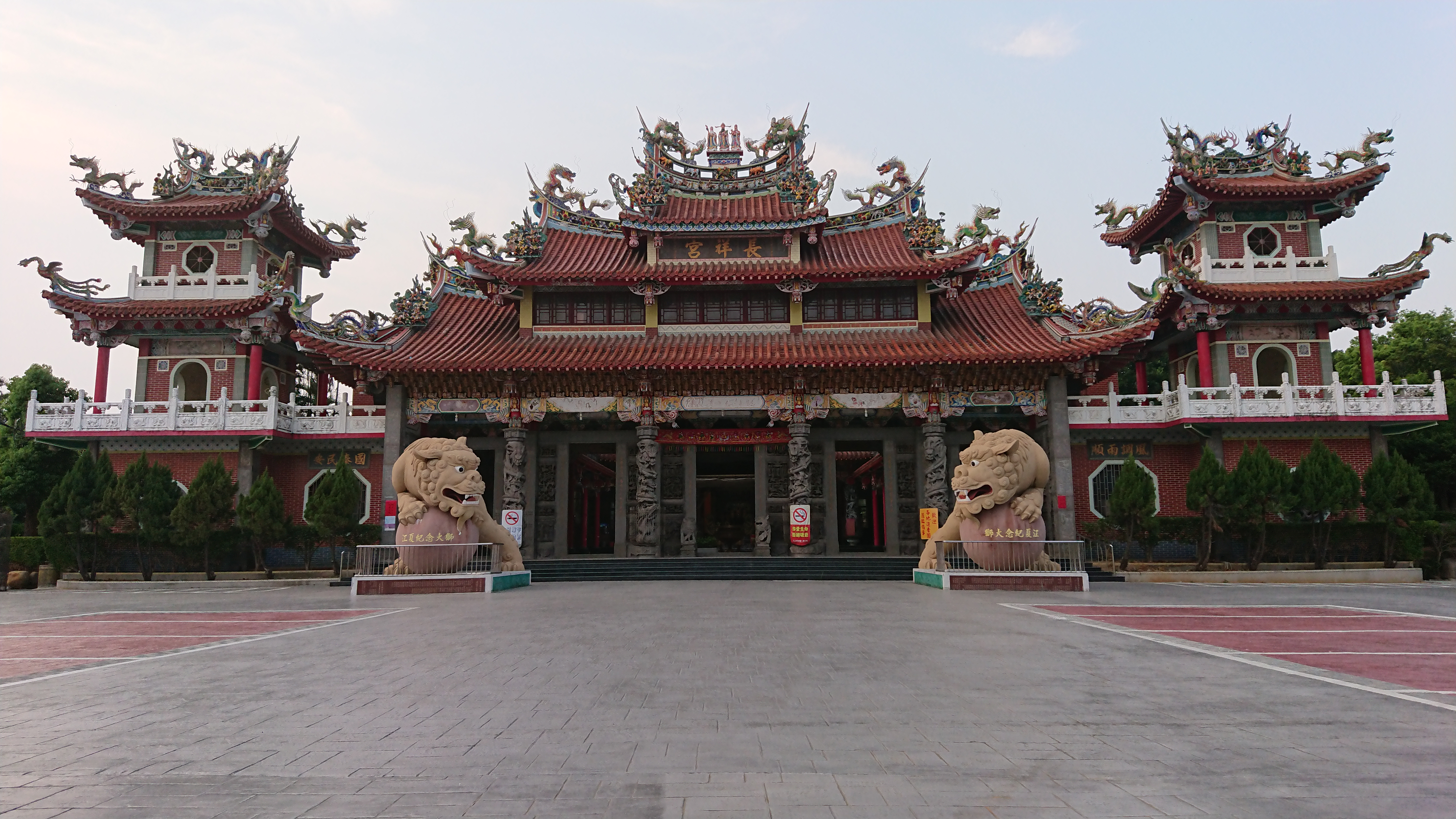
廟貌一覽
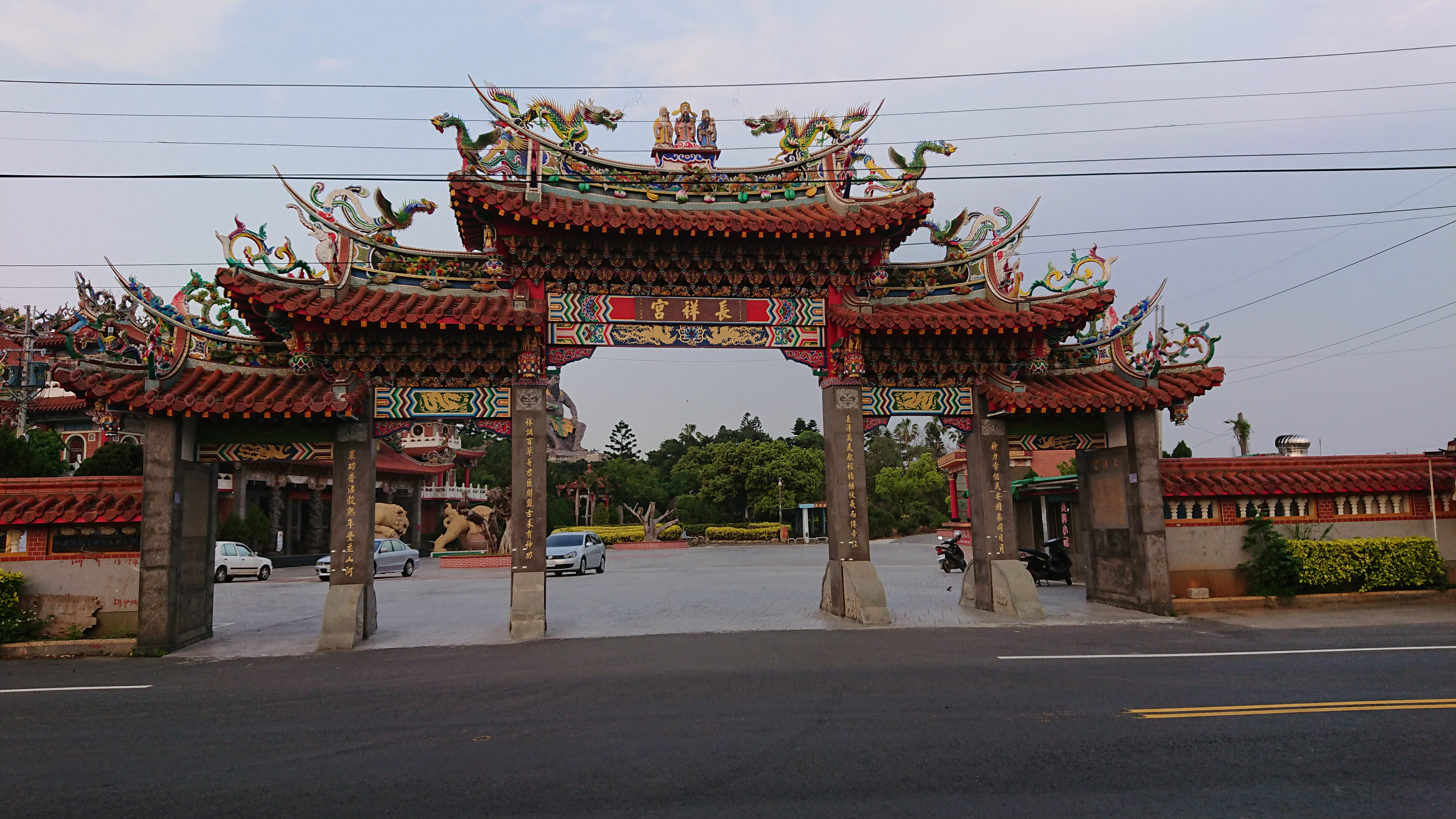
牌樓正面
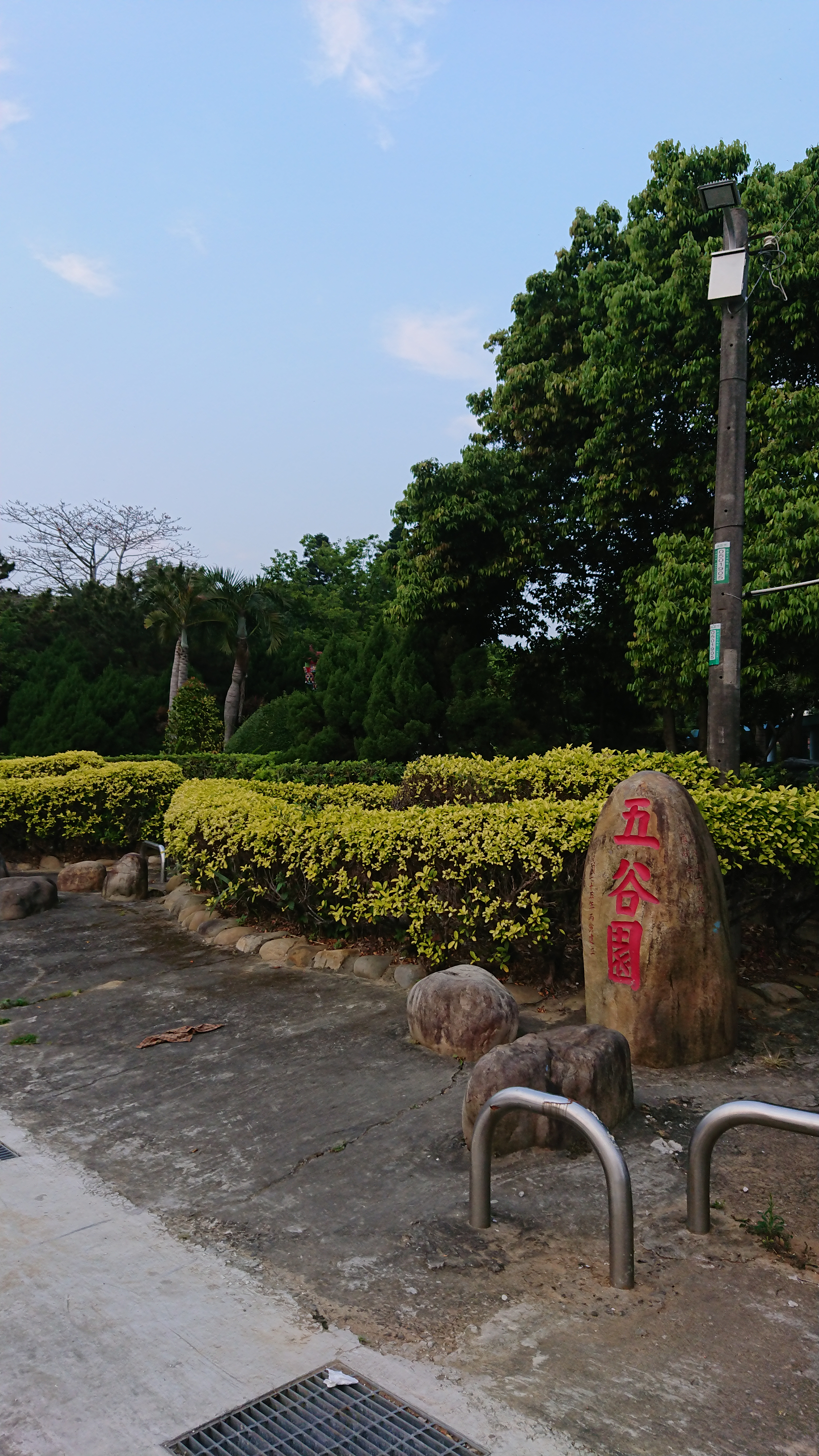
公園
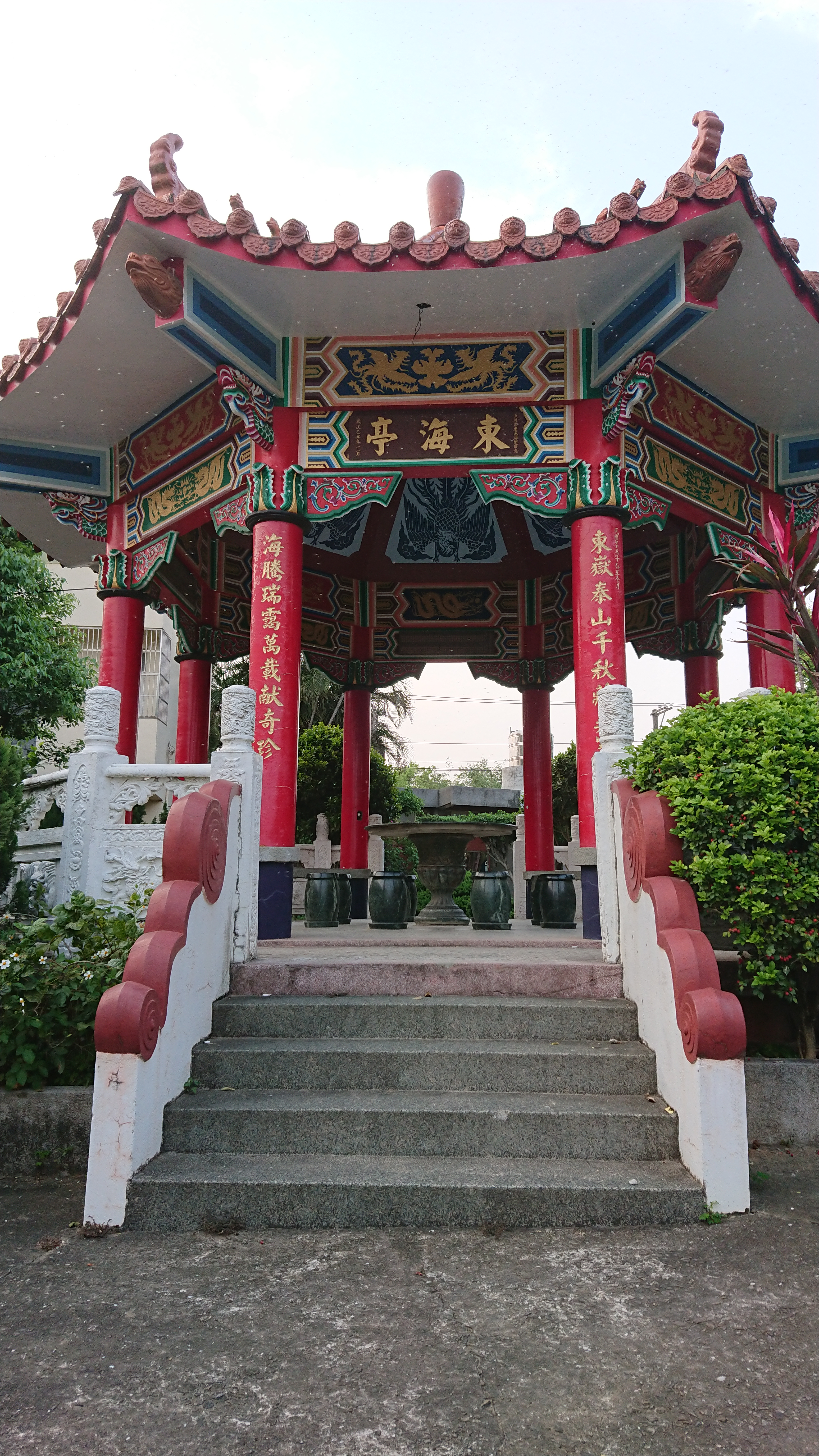
東海亭
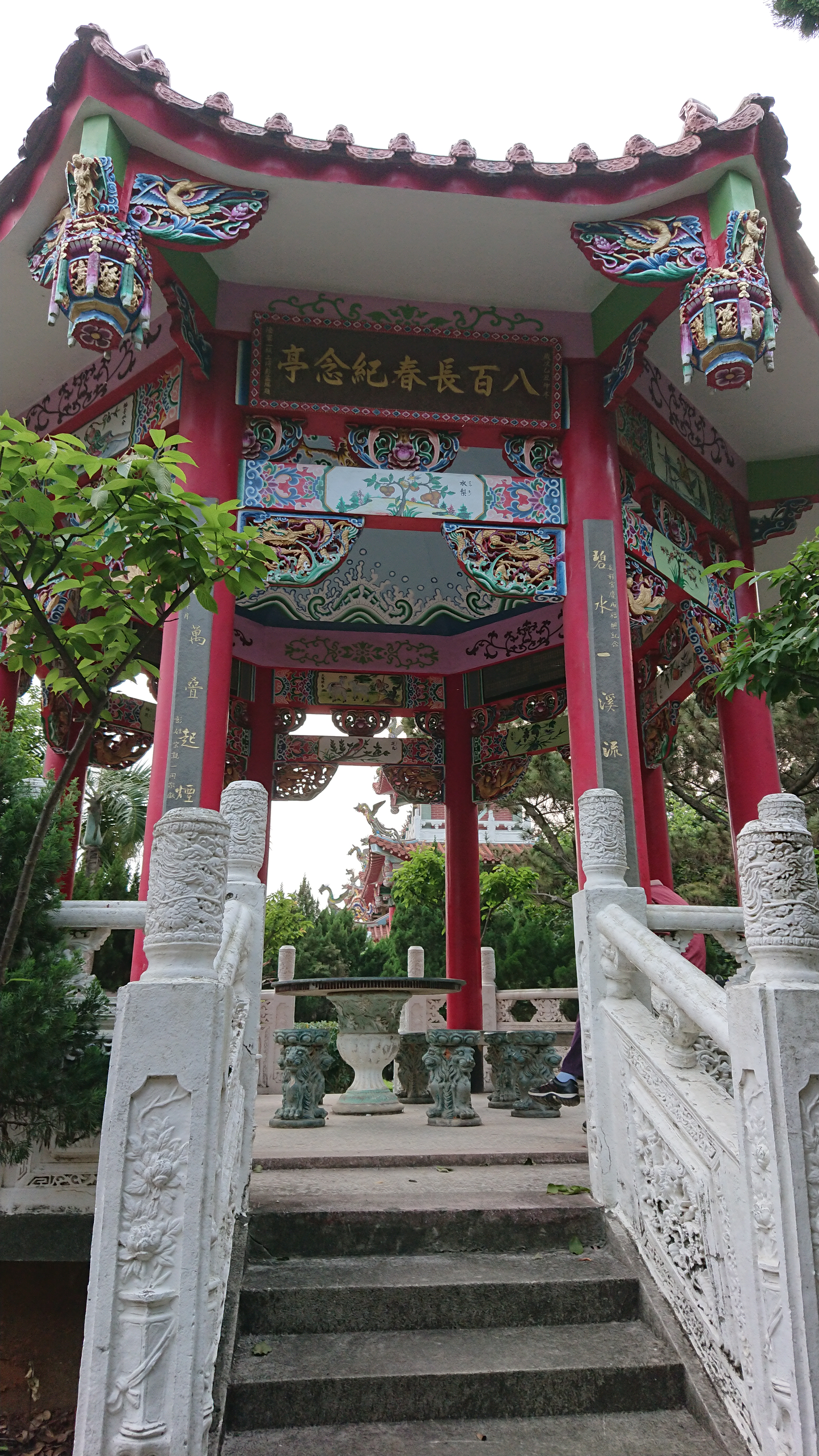
八百長春紀念亭
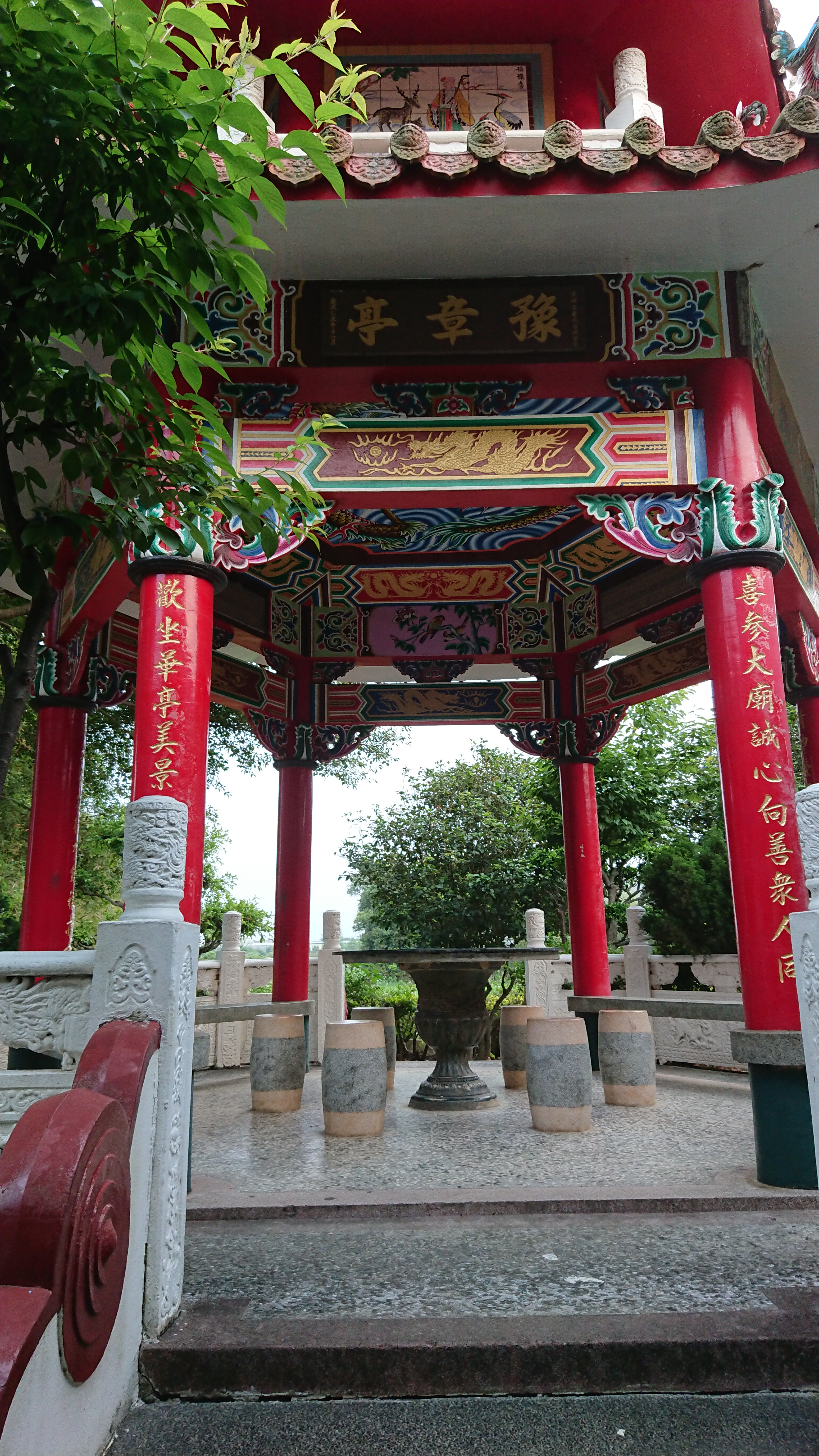
豫章亭
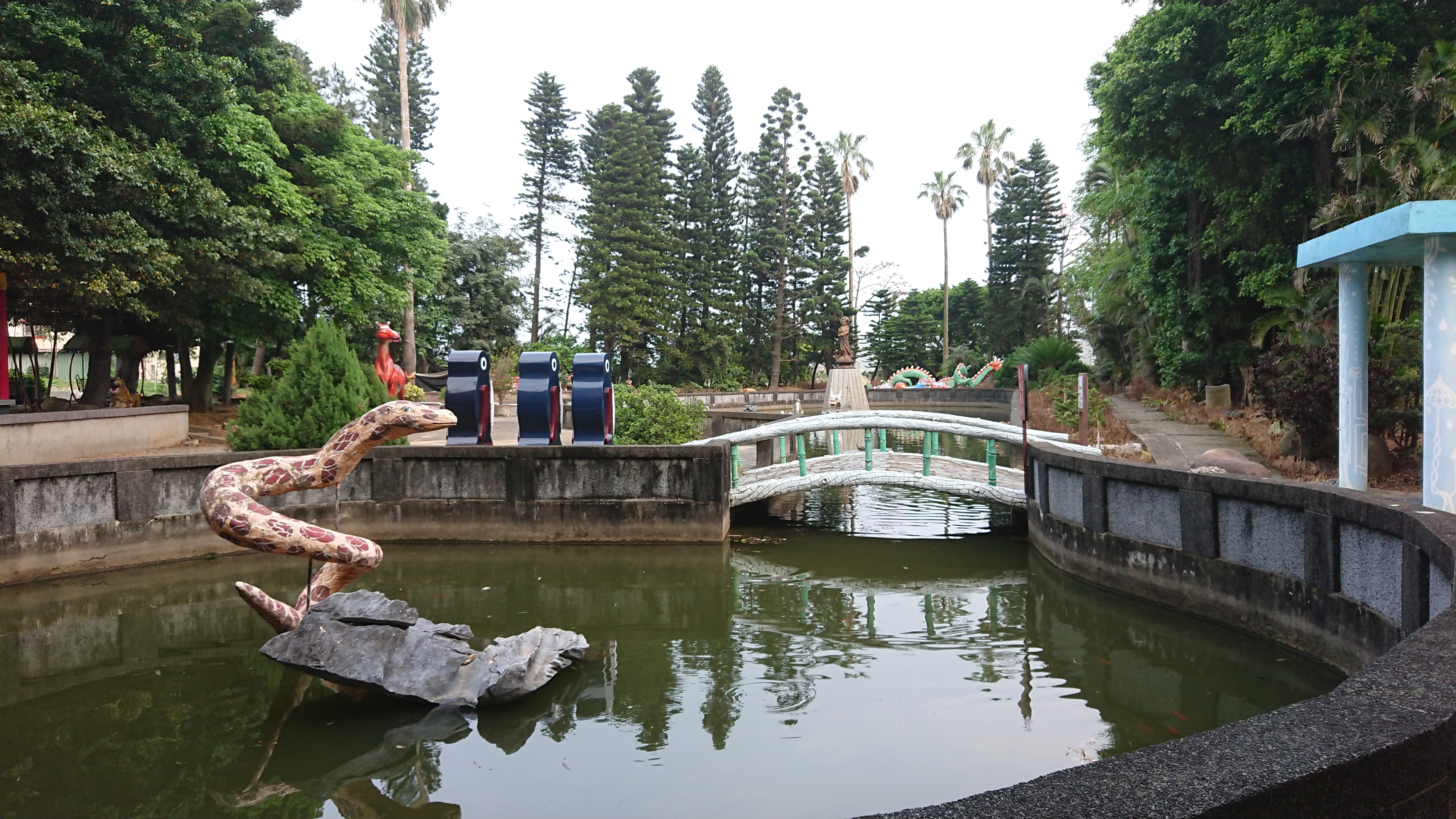
景觀水池

## 外部連結
- 長祥宮臉書 （页面存档备份，存于）